# Davey Brown
Davey Brown (East Newark, 18 novembre 1898 – Kearny, 17 settembre 1970) è stato un calciatore statunitense, di ruolo attaccante.

## Carriera

### Club
Nella stagione 1926-1927 con la maglia dei New York Giants segnò 52 reti in 38 presenze.
Nel 1951 è stato inserito nella National Soccer Hall of Fame.

### Nazionale
Tra il 1925 ed il 1926 giocò tre partite nella nazionale statunitense, tutte contro il Canada; non partecipò ai Mondiali del 1930 a causa di un infortunio.